# 迫畑正巳
迫畑 正巳（さこはた まさみ、1912年 - 1975年1月31日）は、日本の野球指導者（プロ野球監督）。山口県出身。

## 来歴
下関商業を経て明治大学へ進学し、捕手として東京六大学リーグで活躍した。その後、同学野球部助監督を務めた。1956年に大洋ホエールズの監督に就任。前々年に96敗、前年に99敗した弱体チームに自らの出身校である明治大学から秋山登、土井淳、岩岡保宏、黒木弘重、沖山光利の「明大五人衆」を入団させたがこの年も最下位に終わり、1957年と1958年も最下位に沈み結局3年連続で最下位（チームは5年連続最下位）となりこの年で辞任した。
のちに日立製作所の監督を務め、1975年1月31日に死去した。
成績こそ3年連続最下位に終わったが、「明大五人衆」や同じ明治大学出身の近藤和彦、あるいは鈴木隆や島田源太郎を使い続けるなど1960年の大洋日本一の礎を築いた。1957年7月7日の対読売ジャイアンツ戦（第1試合）で権藤正利が、自己の連敗を28でストップする勝利を挙げた際は『自分のことのように嬉しい』と喜ぶなど人格も優れていたが、勝負師としては人が好すぎたと当時の新聞には記されていた。

### 背番号
- 30 （1956年 - 1958年）